# Meizodon
Meizodon — рід змій родини полозових (Colubridae). Представники цього роду мешкають в Африці на південь від Сахари.

## Види
Рід Meizodon нараховує 5 видів:
- Meizodon coronatus (Schlegel, 1837)
- Meizodon krameri Schätti, 1985
- Meizodon plumbiceps (Boettger, 1893)
- Meizodon regularis Fischer, 1856
- Meizodon semiornatus (W. Peters, 1854)

## Етимологія
Наукова назва роду Meizodon походить від сполучення слів дав.-гр. μειζων — більший і οδους — зуб.